# Эзофаготомия
Эзофаготомия (oesophagotomy) — хирургическая операция, заключающаяся в рассечении стенки пищевода для его исследования, удаления инородных тел или введения каких-либо инструментов, создания пищевой стомы, вскрытия абсцессов в пищеводе. В настоящее время данный вид оперативного вмешательства применяется в медицине крайне редко, практически полностью вытесненный эндоскопическими методиками. В экспериментальной работе на животных методика по прежнему продолжает использоваться.

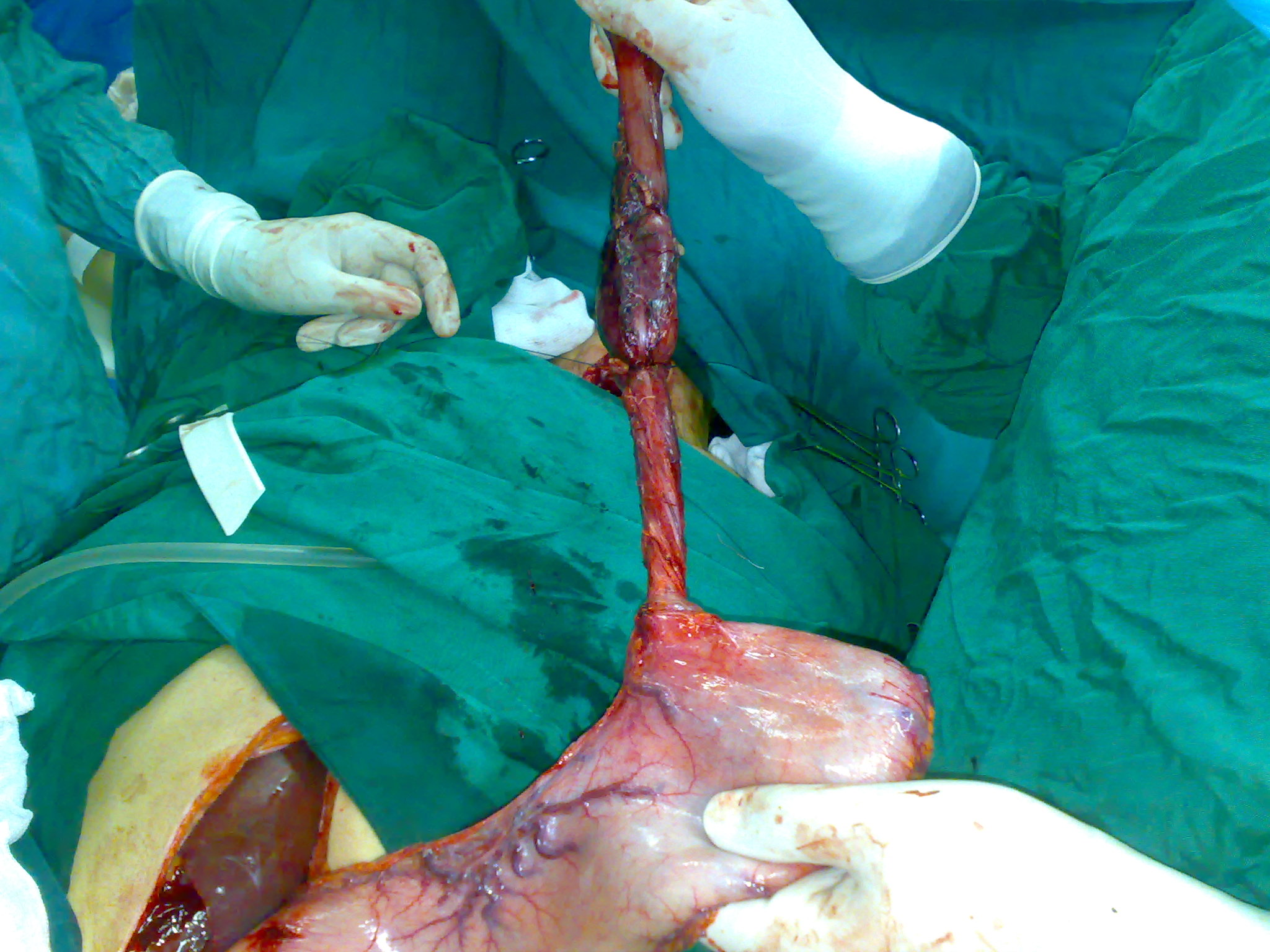
Эзофаготомия

Различают внутреннюю эзофаготомию и наружную. Под внутренней эзофаготомией, понимают рассечение изнутри тех рубцовых и перепончатых сужений пищевода, которые не поддаются методическому расширению зондами. Для производства этой операции существуют специальные инструменты — эзофаготомы, с раздвижными клинками. Эта операция, производящаяся слепо, без контроля зрения, практиковалась врачами до середины 20 века, к середине 70х годов 20 века была практически полностью вытеснена наружной эзофаготомией, при которой вскрытие пищевода производится снаружи внутрь послойным рассечением его стенки. Производится чаще всего на левой стороне шеи, где пищевод по своему анатомическому положению доступнее ножу. Операция выполнялась чаще всего для извлечения попавших в пищевод инородных тел, удаление которых через рот невозможно, или для расширения сужений, происшедших от той или другой причины (ожоги, язвы). По удалении постороннего тела или расширении сужения вводят, чаще всего через нос, полый зонд в желудок с целью кормления больного. Шейную рану ввиду возможности нагноения не зашивают, а только тампонируют.